# Г'юлетт
Г'юлетт (англ. Hulett) — місто (англ. town) в США, в окрузі Крук штату Вайомінг. Населення — 309 осіб (2020).

## Географія
Г'юлетт розташований за координатами 44°40′59″ пн. ш. 104°35′53″ зх. д. / 44.68306° пн. ш. 104.59806° зх. д. (44.683072, -104.598055).  За даними Бюро перепису населення США в 2010 році місто мало площу 2,25 км², уся площа — суходіл.

### Клімат
| Клімат : Г'юлетт        | Клімат : Г'юлетт | Клімат : Г'юлетт | Клімат : Г'юлетт | Клімат : Г'юлетт | Клімат : Г'юлетт | Клімат : Г'юлетт | Клімат : Г'юлетт | Клімат : Г'юлетт | Клімат : Г'юлетт | Клімат : Г'юлетт | Клімат : Г'юлетт | Клімат : Г'юлетт | Клімат : Г'юлетт |
| Показник                | Січ.             | Лют.             | Бер.             | Квіт.            | Трав.            | Черв.            | Лип.             | Серп.            | Вер.             | Жовт.            | Лист.            | Груд.            | Рік              |
| Абсолютний максимум, °C | 18,3             | 21,1             | 26,1             | 30,6             | 36,7             | 40,6             | 41,7             | 40,0             | 37,8             | 35,0             | 25,6             | 18,3             | 41,7             |
| Середній максимум, °C   | 1,3              | 3,1              | 8,2              | 13,7             | 18,8             | 24,8             | 29,8             | 29,6             | 23,4             | 15,3             | 6,5              | 1,3              | 14,7             |
| Середній мінімум, °C    | −11,3            | −9,8             | −5,8             | −1,6             | 4,2              | 9,2              | 12,7             | 11,2             | 5,2              | −0,2             | −6,2             | −11,3            | −0,3             |
| Абсолютний мінімум, °C  | −42,2            | −38,9            | −33,3            | −22,2            | −13,3            | −4,4             | 1,7              | −3,9             | −8,3             | −16,1            | −30,6            | −36,1            | −42,2            |
| Норма опадів, мм        | 14               | 15               | 23               | 51               | 72               | 75               | 52               | 30               | 39               | 45               | 19               | 12               | 447              |
| Днів з опадами          | 5                | 5                | 6                | 7                | 10               | 11               | 9                | 5                | 6                | 6                | 5                | 4                | 79,0             |
| ----------------------- | ---------------- | ---------------- | ---------------- | ---------------- | ---------------- | ---------------- | ---------------- | ---------------- | ---------------- | ---------------- | ---------------- | ---------------- | ---------------- |
| Джерело:                |                  |                  |                  |                  |                  |                  |                  |                  |                  |                  |                  |                  |                  |

## Демографія
Згідно з переписом 2010 року, у місті мешкали 383 особи в 164 домогосподарствах у складі 102 родин. Густота населення становила 171 особа/км².  Було 207 помешкань (92/км²).
Расовий склад населення:
| - 97,4 % — білих - 0,5 % — корінних американців |

До двох чи більше рас належало 2,1 %. Частка іспаномовних становила 1,3 % від усіх жителів.
За віковим діапазоном населення розподілялося таким чином: 26,9 % — особи молодші 18 років, 60,8 % — особи у віці 18—64 років, 12,3 % — особи у віці 65 років та старші. Медіана віку мешканця становила 39,8 року. На 100 осіб жіночої статі у місті припадало 110,4 чоловіків;  на 100 жінок у віці від 18 років та старших — 113,7 чоловіків також старших 18 років.
Середній дохід на одне домашнє господарство  становив 74 520 доларів США (медіана — 50 250), а середній дохід на одну сім'ю — 91 832 долари (медіана — 66 000). За межею бідності перебувало 17,7 % осіб, у тому числі 36,8 % дітей у віці до 18 років та 8,9 % осіб у віці 65 років та старших.
Цивільне працевлаштоване населення становило 204 особи. Основні галузі зайнятості: мистецтво, розваги та відпочинок — 24,5 %, сільське господарство, лісництво, риболовля — 18,6 %, виробництво — 14,7 %, освіта, охорона здоров'я та соціальна допомога — 13,7 %.
За даними перепису 2000 року,
на території муніципалітету мешкало 407 людей, було 173 садиб та 106 сімей.
Густота населення становила 181,1 осіб/км². Було 211 житлових будинків.
З 173 садиб у 32,4% проживали діти до 18 років, подружніх пар, що мешкали разом, було 53,2 %,
садиб, у яких господиня не мала чоловіка — 4,6 %, садиб без сім'ї — 38,7 %.
Власники 35,3 % садиб мали вік, що перевищував 65 років, а в 16,8 % садиб принаймні одна людина була старшою за 65 років.
Кількість людей у середньому на садибу становила 2,36, а в середньому на родину 3,15.
Середній річний дохід на садибу становив 23 125 доларів США, а на родину — 31 250 доларів США.
Чоловіки мали дохід 27 875 доларів, жінки — 15 455 доларів.
Дохід на душу населення був 12 582 доларів.
Приблизно 11,9 % родин та 15,8 % населення жили за межею бідності.
Серед них осіб до 18 років було 23,9 %, і понад 65 років — 16,4 %.
Середній вік населення становив 36 років.